# Seznam ulic v Brně-Jehnicích
Seznam ulic v Brně-Jehnicích uvádí přehled ulic a veřejných prostranství na území městské části Brno-Jehnice, která je územně totožná s evidenční částí obce Jehnice a s katastrálním územím Jehnice.

## Seznam
| Název             | Pojmenováno po            | Souřadnice                       | Obrázek | Commons                  | RÚIAN  | Mapy.cz        |
| ----------------- | ------------------------- | -------------------------------- | ------- | ------------------------ | ------ | -------------- |
| Aloise Havla      | Alois Havel               | 49°16′3″ s. š., 16°35′39″ v. d.  |         |                          | 660442 | stre&id=140045 |
| Blanenská         | Blansko                   | 49°16′28″ s. š., 16°35′53″ v. d. |         | Blanenská (Brno)         | 21385  | stre&id=78984  |
| Cikánkova         | František Cikánek         | 49°16′1″ s. š., 16°35′42″ v. d.  |         |                          | 660451 | stre&id=140046 |
| Havláskova        | Ludvík Havlásek           | 49°16′12″ s. š., 16°35′54″ v. d. |         |                          | 23957  | stre&id=79239  |
| Kamelova          | Georg Joseph Kamel        | 49°16′13″ s. š., 16°35′51″ v. d. |         |                          | 660469 | stre&id=140047 |
| Kleštínek         |                           | 49°16′14″ s. š., 16°35′38″ v. d. |         |                          | 25585  | stre&id=79402  |
| Lelekovická       | Lelekovice                | 49°16′21″ s. š., 16°35′39″ v. d. |         | Lelekovická (Brno)       | 26921  | stre&id=79537  |
| Meziboří          |                           | 49°16′15″ s. š., 16°35′55″ v. d. |         |                          | 27847  | stre&id=79629  |
| Ořešínská         | Ořešín                    | 49°16′24″ s. š., 16°35′58″ v. d. |         |                          | 29190  | stre&id=79762  |
| Planinka          | planina                   | 49°16′11″ s. š., 16°35′39″ v. d. |         |                          | 660477 | stre&id=140048 |
| Plástky           |                           | 49°16′28″ s. š., 16°35′37″ v. d. |         |                          | 29661  | stre&id=79808  |
| Pod vrškem        |                           | 49°16′8″ s. š., 16°35′40″ v. d.  |         |                          | 660485 | stre&id=140049 |
| Pulkrábkova       | Josef Pulkrábek           | 49°16′13″ s. š., 16°35′55″ v. d. |         |                          | 32034  | stre&id=80044  |
| Rozhledová        | vyhlídka                  | 49°16′24″ s. š., 16°35′34″ v. d. |         |                          | 31020  | stre&id=79944  |
| Sousední          | čtvrť                     | 49°16′29″ s. š., 16°35′58″ v. d. |         |                          | 32018  | stre&id=80042  |
| Tumaňanova        | Arutjun Isajevič Tumanjan | 49°15′37″ s. š., 16°35′37″ v. d. |         | Tumaňanova               | 33588  | stre&id=80198  |
| U Mostku          | most                      | 49°16′30″ s. š., 16°36′2″ v. d.  |         |                          | 765252 | stre&id=149586 |
| Zámezí            | hranice                   | 49°16′31″ s. š., 16°35′59″ v. d. |         |                          | 660493 | stre&id=140050 |
| náměstí 3. května | 3. květen                 | 49°16′16″ s. š., 16°35′47″ v. d. |         | Náměstí 3. května (Brno) | 28924  | stre&id=79735  |
| Živanského        | František X. Živanský     | 49°16′17″ s. š., 16°36′4″ v. d.  |         |                          | 36994  | stre&id=80538  |